# Brandverhalten
Dieser Artikel behandelt die Verwendung des Begriffs Brandverhalten im Bauwesen.
Baustoffe werden in Baustoffklassen eingeteilt, die das Verhalten in Brandprüfungen beschreiben. Dabei sind Brandklassen keine reine Materialeigenschaft, sondern werden auch z. B. von der Gestalt, der spezifischen Oberfläche und Dichte, dem Verbund mit anderen Stoffen, den Verbindungsmitteln sowie der Verarbeitungstechnik beeinflusst.

## Brandverhalten von Baustoffen
Das Brandverhalten eines Baustoffes in Form der bauordnungsrechtlichen Bezeichnungen wird den Klassen der Baustoffprüfungen nach Europäischer Norm (EN) und DIN entsprechend folgender Tabelle zugeordnet:
| Deutsche bauaufsichtliche Benennung        | Zusatzanforderung          | Zusatzanforderung                  | Klasse zum Brandverhalten EN 13501-1 | Baustoffklasse DIN 4102-1 |
| Deutsche bauaufsichtliche Benennung        | geringe Rauch- entwicklung | kein brennendes Abtropfen/Abfallen | Klasse zum Brandverhalten EN 13501-1 | Baustoffklasse DIN 4102-1 |
| ------------------------------------------ | -------------------------- | ---------------------------------- | ------------------------------------ | ------------------------- |
| nichtbrennbar ohne brennbare Bestandteile  | x                          | x                                  | A1                                   | A1                        |
| nichtbrennbar mit brennbaren Bestandteilen | x                          | x                                  | A2-s1, d0                            | A2                        |
| schwerentflammbar                          | x                          | x                                  | B, C-s1, d0                          | B1                        |
| schwerentflammbar                          |                            | x                                  | A2, B, C-s2, d0                      | B1                        |
| schwerentflammbar                          | x                          |                                    | A2, B, C-s1, d2                      | B1                        |
| schwerentflammbar                          |                            | A2, B, C-s2, d2                    |                                      | B1                        |
| normalentflammbar                          | x                          | x                                  | D-s1, d0                             | B2                        |
| normalentflammbar                          |                            | x                                  | D-s2, d0                             | B2                        |
| normalentflammbar                          | x                          |                                    | D-s1, d2                             | B2                        |
| normalentflammbar                          |                            | D-s2, d2                           |                                      | B2                        |
| normalentflammbar                          |                            | x                                  | E                                    | B2                        |
| normalentflammbar                          |                            | E-d2                               |                                      | B2                        |
| leichtentflammbar                          |                            |                                    | F                                    | B3                        |

In der vierten Spalte ist jeweils der Kurzname für die Klasse zum Brandverhalten nach EN 13501-1 angegeben. Zum Vergleich stehen in der fünften Spalte die Kurznamen der bisherigen und zunächst auch bis auf weiteres gültigen DIN 4102-1.
Beide Normen sind eingeführte technische Baubestimmungen nach denen Bauprodukte bzw. Baustoffe klassifiziert werden können.
Eine eindeutige Zuordnung der europäischen Klassifizierungen nach EN 13501-1 zu den Klassen nach DIN 4102-1 ist auf Grund unterschiedlicher Prüfkriterien in vielen Fällen nicht möglich. Nur bei nichtbrennbaren Baustoffen (Klasse A) gibt es eine weitgehende Übereinstimmung zwischen nationaler und europäischer Normung.
Bei Bauprodukten nach EN 13501-1 erfolgt durch eine Zusatzklassifizierung der Rauchentwicklung und zum brennenden Abfallen oder Abtropfen eine feinere Stufung. Nach DIN 4102-1 sind diese Bewertungen im Prüfzeugnis zu vermerken.
In der EN 13501-1 sind folgende Unterteilungen der Klassen zum Brandverhalten, zur Rauchentwicklung (Kurzzeichen s für smoke) und zum brennenden Abtropfen bzw. Abfallen (Kurzzeichen d für droplets) vorgesehen:
| Kurzzeichen | Anforderung                     |
| ----------- | ------------------------------- |
| s1          | keine / kaum Rauchentwicklung   |
| s2          | begrenzte Rauchentwicklung      |
| s3          | unbeschränkte Rauchentwicklung  |
| d0          | kein Abtropfen / Abfallen       |
| d1          | begrenztes Abtropfen / Abfallen |
| d2          | starkes Abtropfen / Abfallen    |

Ein leichtentflammbarer Baustoff (F bzw. B3) darf laut Muster-Bauordnung (und allen Landesbauordnungen) in einem Gebäude nur eingesetzt werden, wenn er in Verbindung mit einem anderen Baustoff nicht leichtentflammbar ist.
Baustoffe die als schwerentflammbar eingestuft werden, dürfen nach einer Brandeinwirkung u. a. nicht selbstständig weiterbrennen, -glimmen oder schwelen. Die Mindestanforderung der Verwendung von normalentflammbaren Baustoffen soll dafür sorgen, dass ein Bauwerk bei einem Entstehungsbrand, der mit einer Streichholzflamme dargestellt wird, selbst nur einen begrenzten Beitrag zum Brand leistet.
Bis hin zur Klasse C (bisher B1) gelten die Baustoffe als selbstverlöschend. Ab Klasse E (bisher B2) unterhält der Brand sich selbst, auch wenn die Brandursache entfällt.
Die EN 13501-1 sieht für Bodenbeläge eine teilweise leicht abweichende Klassifikation vor. Die Klassen zum Brandverhalten von Bodenbelägen werden mit dem Kurzzeichen fl (für floor) gekennzeichnet. Bodenbeläge werden mit Ziel der Baustoffklasse B1 nach DIN 4102-14 geprüft, sonstige Baustoffe im Prüfgerät nach DIN 4102-15.
Die Zuordnung der Baustoffe in Klassen zum Brandverhalten wird durch Brandversuche vorgenommen.
| Klasse zum Brandverhalten EN 13501-1 | Prüfnorm                             |
| ------------------------------------ | ------------------------------------ |
| A1                                   | EN ISO 1182, EN ISO 1716, EN 13823 1 |
| A2                                   | EN ISO 1182, EN ISO 1716, EN 13823   |
| B, C, D                              | EN 13823, EN ISO 11925-2             |
| E                                    | EN ISO 11925-2                       |
| F                                    | keine Prüfung                        |

## Einteilung der Baustoffe nach DIN 4102-1
Die Einteilung von Baustoffe nach ihrem Brandverhalten bzw. ihrer Brennbarkeit erfolgt in Deutschland gemäß DIN 4102 Teil 1 in fünf Baustoffklassen (zum Teil auch als Brennbarkeitsklassen oder fälschlich als Brandklassen bezeichnet).
A – nichtbrennbare Baustoffe
- A1 – nichtbrennbar und ohne brennbare Bestandteile, Nachweis entfällt wenn in DIN 4102-4 benannt (z. B. Sand, Kies, Naturbims, Zement, Kalk, Schaumglas, Mörtel, (Stahl-)Beton, Steine, Bauplatten aus mineralischen Bestandteilen, reine Mineralfasern, Ziegel, Glas, Eisen und Stahl, aber kein Metallstaub)
- A2 – nichtbrennbar und in geringem Umfang mit brennbaren Bestandteilen, Nachweis entfällt wenn in DIN 4102-4 benannt (z. B. Gipskartonplatten nach DIN 18180 mit geschlossener Oberfläche)

B – brennbare Baustoffe
- B1 – schwerentflammbar (z. B. Holzwolle-Leichtbauplatten nach DIN EN 13168, Gipskartonplatten nach DIN 18180 und gelochter Oberfläche, Hartschaum-Wärmedämmplatten mit Flammschutzzusatz, Kunstharzputz, wenn er aus mineralischen Zuschlägen hergestellt wird und auf massivem und mineralischen Untergrund aufgebracht wird, verschiedene Bodenbeläge wie Eichenparkett, Guss- oder Walzasphalt-Estrich)
- B2 – normalentflammbar (z. B. Holz ab bestimmten Abmessungen, Gipskarton-Verbundplatten, Hartschaum-Wärmedämmplatten ohne Flammschutzzusatz, verschiedene Kunststoffe und daraus hergestellte Tafeln oder Formstücke, elektrische Leitungen und verschiedene Bitumenbahnen sowie Dach- und Dichtungsbahnen. Bei den letzten drei ist ggf. durch Versuche nachzuweisen, dass sie nicht brennend abfallen)
- B3 – leichtentflammbar (alles, was nicht in A, B1 oder B2 eingruppiert werden kann)

| Baustoffklassen DIN 4102-1 | Prüfnorm                                                  |
| -------------------------- | --------------------------------------------------------- |
| A1                         | DIN 4102-1                                                |
| A2                         | DIN 4102-1 Anh. A, DIN 4102-16, DIN 51900-2/3, DIN 4102-8 |
| B1                         | DIN 4102-1, DIN 4102-16, DIN 4102-14                      |
| B2                         | DIN 4102-1                                                |
| B3                         | keine Prüfung                                             |

Baustoffe müssen i. d. R. auch die Prüfungen der "schlechteren" Baustoffklassen bestehen.

## Begrifflichkeit

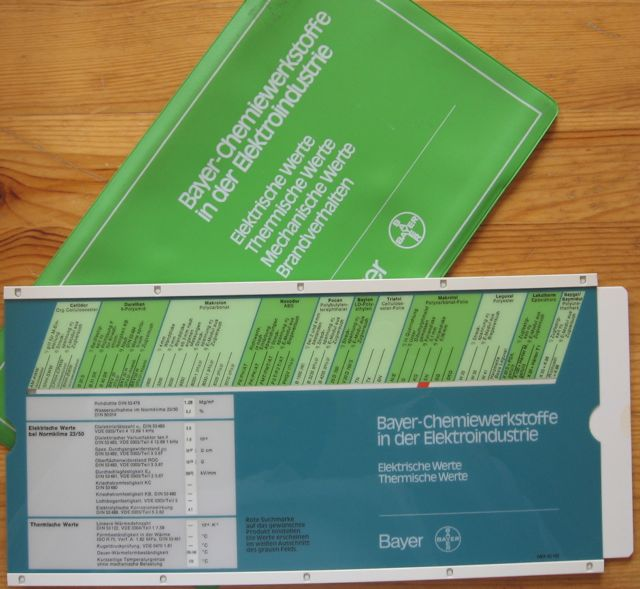
Datenschieber, welcher u. a. auch Angaben zum Brandverhalten von Werkstoffen in der Elektroindustrie enthält

- Laut Muster-Bauordnung fallen unter den Begriff der Bauprodukte sowohl Baustoffe als auch Bauteile, weitere Produkte und Anlagen. In der EN 13501-1 wird dieser Begriff wiederum als Oberbegriff für Baustoffe, Verbundbaustoffe oder deren Bestandteile verwendet, womit dort Bauprodukte und nicht ausschließlich Baustoffe im Sinne der Norm geprüft werden.
- Umgangssprachlich, wie auch in den Publikationen vieler Baustoffhersteller, wird statt von Baustoffklasse häufig fälschlich von Brandklasse gesprochen. Brandklassen beschreiben jedoch nach EN 2 die Klassifizierung von Bränden nach der Art des Brennstoffs und dienen zur Bestimmung der zur Brandbekämpfung geeigneten Feuerlöschern (z. B. ABC-Pulverlöscher für die Brandklassen A, B und C).
- Das Brandverhalten von Bauteilen (Tragwerk, Wände, Decken, Türen etc.) wird über Anforderungen an ihre Feuerwiderstandsfähigkeit unterschieden und durch eine Brandprüfung festgestellt.
- Für das Brandverhalten von Materialien und chemischen Stoffen außerhalb des Bauwesens wird der Begriff der Brennbarkeit verwendet und ist kein Bestandteil des Bauordnungsrechts.

## Normen
- DIN 4102-1 Brandverhalten von Baustoffen und Bauteilen – Teil 1: Baustoffe; Begriffe, Anforderungen und Prüfungen.
- DIN 4102-4 Brandverhalten von Baustoffen und Bauteilen – Teil 4: Zusammenstellung und Anwendung klassifizierter Baustoffe, Bauteile und Sonderbauteile.
- DIN 4102-8 Brandverhalten von Baustoffen und Bauteilen – Teil 8: Kleinprüfstand.
- DIN 4102-14 Brandverhalten von Baustoffen und Bauteilen; Bodenbeläge und Bodenbeschichtungen; Bestimmung der Flammenausbreitung bei Beanspruchung mit einem Wärmestrahler.
- DIN 4102-15 Brandverhalten von Baustoffen und Bauteilen; Brandschacht.
- DIN 4102-16 Brandverhalten von Baustoffen und Bauteilen – Teil 16: Durchführung von Brandschachtprüfungen.
- DIN 18180 Gipsplatten – Arten und Anforderungen.
- EN 2 Brandklassen.
- EN 13501-1 Klassifizierung von Bauprodukten und Bauarten zu ihrem Brandverhalten – Teil 1: Klassifizierung mit den Ergebnissen aus den Prüfungen zum Brandverhalten von Bauprodukten.
- EN 13823 Prüfungen zum Brandverhalten von Bauprodukten – Thermische Beanspruchung durch einen einzelnen brennenden Gegenstand für Bauprodukte mit Ausnahme von Bodenbelägen.
- EN ISO 1182 Prüfungen zum Brandverhalten von Produkten – Nichtbrennbarkeitsprüfung.
- EN ISO 1716 Prüfungen zum Brandverhalten von Produkten – Bestimmung der Verbrennungswärme (des Brennwerts).
- EN ISO 9239-1 Prüfungen zum Brandverhalten von Bodenbelägen – Teil 1: Bestimmung des Brandverhaltens bei Beanspruchung mit einem Wärmestrahler.
- EN ISO 11925-2 Prüfungen zum Brandverhalten – Entzündbarkeit von Produkten bei direkter Flammeneinwirkung – Teil 2: Einzelflammentest.